# Dazont
 (juillet 2017).
Si vous disposez d'ouvrages ou d'articles de référence ou si vous connaissez des sites web de qualité traitant du thème abordé ici, merci de compléter l'article en donnant les références utiles à sa vérifiabilité et en les liant à la section « Notes et références ».
Dazont (« avenir » en breton) est le nom d'un syndicat étudiant breton d'inspiration nationaliste ayant existé de la fin des années 1980 à 1998, et devenu premier syndicat étudiant en Bretagne au milieu des années 1990. Il est né de la fusion de forces issues du club Emile Masson et de l'Unvaniezh Studieren Breizh. Il se développa sur les campus (universités publiques) de Rennes 1, Rennes 2, Nantes (UEB puis EBD), Brest, Lannion et St Brieuc (Rennes1), IUFM, à travers des sections UEB. Il se transformera en Dazont- fédération de la jeunesse en Bretagne en 1993, s'élargissant à des associations socio-culturelles de campus (Fulenn à Brest, Gwennel-UEBP/Dazont Paris de 1993 à 1995 pour les étudiants d'Ille de France, clubs de réflexion, ALB pour les lycéens...). Via ses campagnes CROUS dans les sections BTS, BTSA, DUT, IFSI,... il élargit son audience par quelques adhésions et noyaux militants en dehors des Universités classiques et des seules métropoles étudiantes.   

## Création
Dazont est créé en 1989 à Rennes. Parmi ses membres les plus actifs se trouvent Christian Demeuré-Vallée, Ronan Al Louarn ou encore Jean-Marie Goater (actuel adjoint à la Maire de Rennes délégué à la démocratie locale, éditeur et gérant du café-librairie Le Papier Timbré, toujours à Rennes).

## Le projet
Si le projet initial est principalement de fournir une courroie de transmission au mouvement breton au sein de l'université, à l'instar de la logique de fonctionnement de la grande majorité des syndicats étudiants, il est rapidement remis en cause au profit d'une volonté de rupture.
Dazont développe une volonté de réflexion critique sur l'Emsav et ce qui est vu comme son échec politique total : aucune assise populaire, aucune évolution des thèmes et revendications ; à contre-courant de beaucoup d'évolutions de la Bretagne, image déplorable dans la population.
À partir d'une volonté d’analyse des échecs de l'Emsav mais aussi des syndicats étudiants traditionnels (peu représentatifs), Dazont s’est efforcé de développer, même de façon limitée, un nouveau projet nationaliste dans le cadre syndical. Sa démarche est principalement axée autour de deux points : les notions de contre-pouvoir (démocratique) face à l’État et d'autocentrage, en lien avec les notions de globalisation et relocalisation permettant de mettre en évidence la taille inadaptée de l’État-nation français.
Ce syndicat constitue donc la seule organisation nationaliste bretonne à avoir remporté des succès électoraux, certes dans un cadre très symbolique, face à des organisations soutenues par des syndicats ou des partis politiques français. De plus, les succès de Dazont tendent à prouver l’existence d’une base sociale réelle pour un mouvement nationaliste rénové en Bretagne.

## Ligne politique
Dazont s'est classé comme syndicat nationaliste, de gauche, modéré.
Le nationalisme auquel se référait Dazont était "moral" (au sens de : "la Bretagne est une Nation, aujourd'hui niée") et non directement "politique" ("parce que la Bretagne est une nation, elle a le droit à la souveraineté"). Le panel socio-politique de ses membres est large allant du centre gauche social démocrate à la gauche libertaire et écologiste, du fédéralisme, des sociaux-chrétiens,  de l'internationalisme à un autonomisme nationalitaire.

## Activité syndicale
- 1990 : élection d'une personne emprisonnée pour appartenance à l'ARB au conseil d'administration de Rennes 2.
- Obtention d'une signalétique bilingue à Rennes 2 (1990) au CROUS Bretagne (1992), à l'Université de Brest.
- Dénonciation, relayée par Le Canard enchaîné, d'un réseau enseignant d'extrême droite.
- Perturbations d'inaugurations comme celle de la nouvelle gare de Rennes.
- Une ligne directrice : la recherche de contre-pouvoir face aux institutions tentant de tirer un parti financier ou autre des étudiants : SNCF, politiques municipales, banques, compagnies immobilières, etc.
- Des thèmes nouveaux : une approche locale large des conditions de vie étudiantes : santé, transport, accueil des étudiants, rapports ville université, contre la centralisation francilienne des cités U, etc.
- Une approche bretonne : émigration des diplômés, aménagement du territoire (pour une université en centre-Bretagne), etc.
- Une approche différente de thèmes traditionnels : égalité des chances, dépassement du caractère national des diplômes au profit d'équivalences européennes, comparaison avec les universités européennes, rapports éducation nationale - idéologie républicaine et nationaliste française.

## Résultats électoraux les plus significatifs
- 1er syndicat à Rennes 1 (1991)
- 1er à Rennes 2 (1994 et 1996)
- 1er sur le campus de lettres de Nantes (1994-1995)
- 1er sur le campus de lettres de Brest (1994-1995)
- 1er lors des élections au conseil d’administration du CROUS sur les 5 départements (1994)

## Source
- Le Coadic R. (dir.) Et la Bretagne ? Héritage, Identité, Projets ;  Rennes, PUR, 2004

- [PDF] Communication au colloque du CRAPUL - Genève - 2006  étude sociologique de Dazont - Rennes